# Dinarthrodes albardanus
Dinarthrodes albardanus är en nattsländeart som först beskrevs av Georg Ulmer 1906.  Dinarthrodes albardanus ingår i släktet Dinarthrodes och familjen kantrörsnattsländor. Inga underarter finns listade i Catalogue of Life.